# Thaumalea zernyi
Thaumalea zernyi är en tvåvingeart som beskrevs av Edwards 1929. Thaumalea zernyi ingår i släktet Thaumalea och familjen mätarmyggor.
Artens utbredningsområde är Albanien. Inga underarter finns listade i Catalogue of Life.